# William Charles Wells
William Charles Wells, škotsko-ameriški zdravnik in slikar, * 1757, † 1817.

## Priznanja

### Nagrade
- Rumfordova medalja